# Anglo-Irischer Vertrag

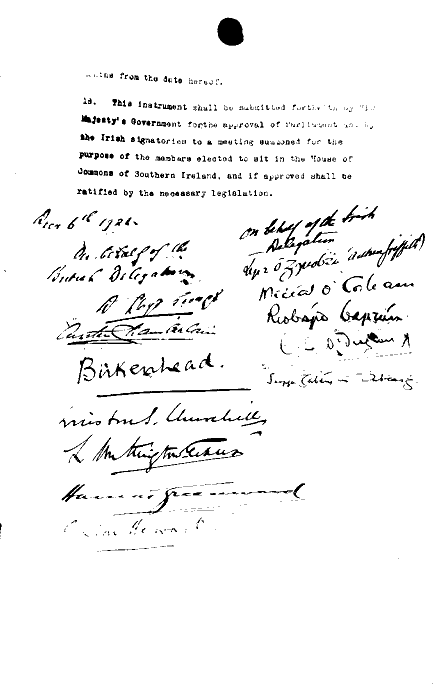
Unterschriftsseite des Anglo-Irischen Vertrags

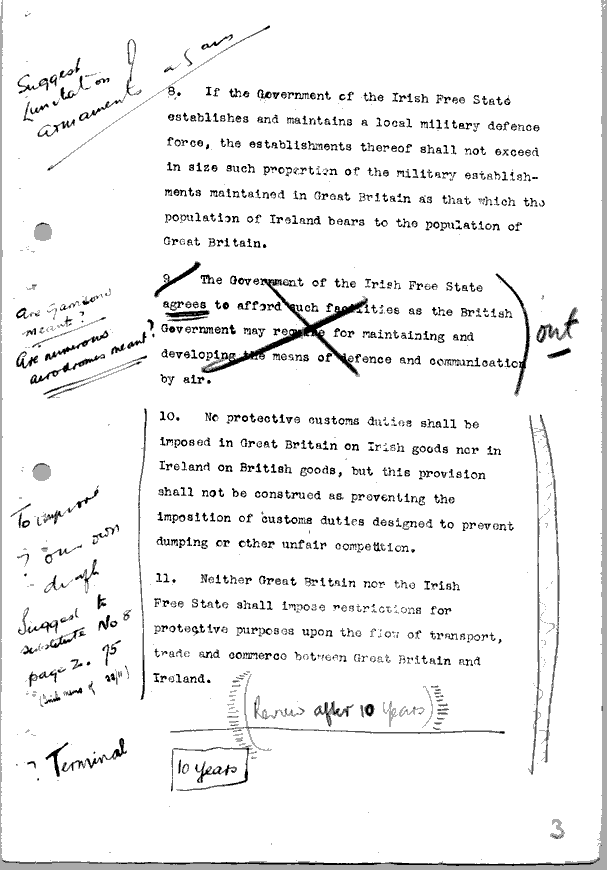
Seite eines Vertragsentwurfs mit Anmerkungen von Arthur Griffith

Der Anglo-Irische Vertrag (irisch Conradh Angla-Éireannach, englisch Anglo-Irish Treaty, auch The Treaty oder Articles of Agreement) aus dem Jahr 1921 zwischen der britischen Regierung und Abgesandten der republikanischen Führung in Irland beendete den Irischen Unabhängigkeitskrieg und besiegelte die Entstehung des irischen Freistaates. Mit der Ratifizierung wurden fünf Sechstel von Irland – der Irische Freistaat – zu einem eigenständigen Herrschaftsgebiet innerhalb des British Empire, während die anderen sechs Grafschaften unter dem Namen Nordirland beim Vereinigten Königreich verblieben. Der Vertrag wurde am 6. Dezember 1921 in London von Repräsentanten der britischen Regierung und Generalbevollmächtigten der Irischen Republik unterzeichnet. Die Ratifizierung dieses Vertrags war der Hauptgrund für den Beginn des irischen Bürgerkrieges. Am 6. Dezember 1922 trat der Vertrag in Kraft und beendete so das Vereinigte Königreich Großbritannien und Irland. 1927 wurde diese schließlich offiziell in Vereinigtes Königreich Großbritannien und Nordirland umbenannt.

## Inhalt des Vertrags
Die Hauptpunkte des Vertrags waren:
- Britische Streitkräfte werden aus nahezu ganz Irland abgezogen.
- Irland wird ein Herrschaftsgebiet mit eigenständiger Regierung innerhalb des British Empire, wie Kanada, Neufundland, Australien, Neuseeland und Südafrika.
- Wie bei den anderen Herrschaftsgebieten wäre das formale Staatsoberhaupt des irischen Freistaates der britische Herrscher, der durch einen Repräsentanten der Krone vertreten wird.
- Mitglieder des neuen Parlaments müssen einen Treueeid auf den Freistaat ablegen. Ein zweiter Teil des Eides betrifft die Treue gegenüber „König Georg V., seinen Erben und Nachfolgern“.
- Nordirland (das bereits durch die Home Rule (1920) – auch Government of Ireland Act 1920 – gebildet wurde) bekommt die Möglichkeit, innerhalb eines Monats aus dem Freistaat auszutreten.
- Falls Nordirland austreten sollte (was auch geschah), würde eine Grenzkommission (Boundary Commission) geschaffen, die den Grenzverlauf zwischen dem Freistaat und Nordirland festlegen sollte.
- Großbritannien behält – zum eigenen Schutz – die Kontrolle über einige Häfen in Irland (als die Treaty Ports bekannt).
- Der Freistaat ist für seinen Teil der Verbindlichkeiten gegenüber der Krone eigenverantwortlich.
- Der Vertrag steht über der neuzuschaffenden Verfassung des Irischen Freistaates.

## Verhandlungsführer
Unter den Verhandlungsführern waren:
Britische Delegation
- David Lloyd George, Premierminister
- Lord Birkenhead, Lordkanzler
- Winston Churchill, Secretary of State for the Colonies
- Austen Chamberlain, Lordsiegelbewahrer
- Gordon Hewart, Attorney General for England and Wales

Irische Delegation
- Arthur Griffith, Vorsitzender
- Michael Collins, Finanzminister der irischen Republik und Kopf der Irish Republican Brotherhood
- Robert Childers Barton, Wirtschaftsminister
- Eamonn Duggan, Teachta Dála
- George Gavan Duffy, Teachta Dála

Robert Erskine Childers, der Autor des Buches Das Rätsel der Sandbank und ehemals Angestellter des britischen Unterhauses, war einer der Sekretäre der irischen Delegation und wurde bei Entscheidungen immer wieder hinzugezogen.

## Folgen

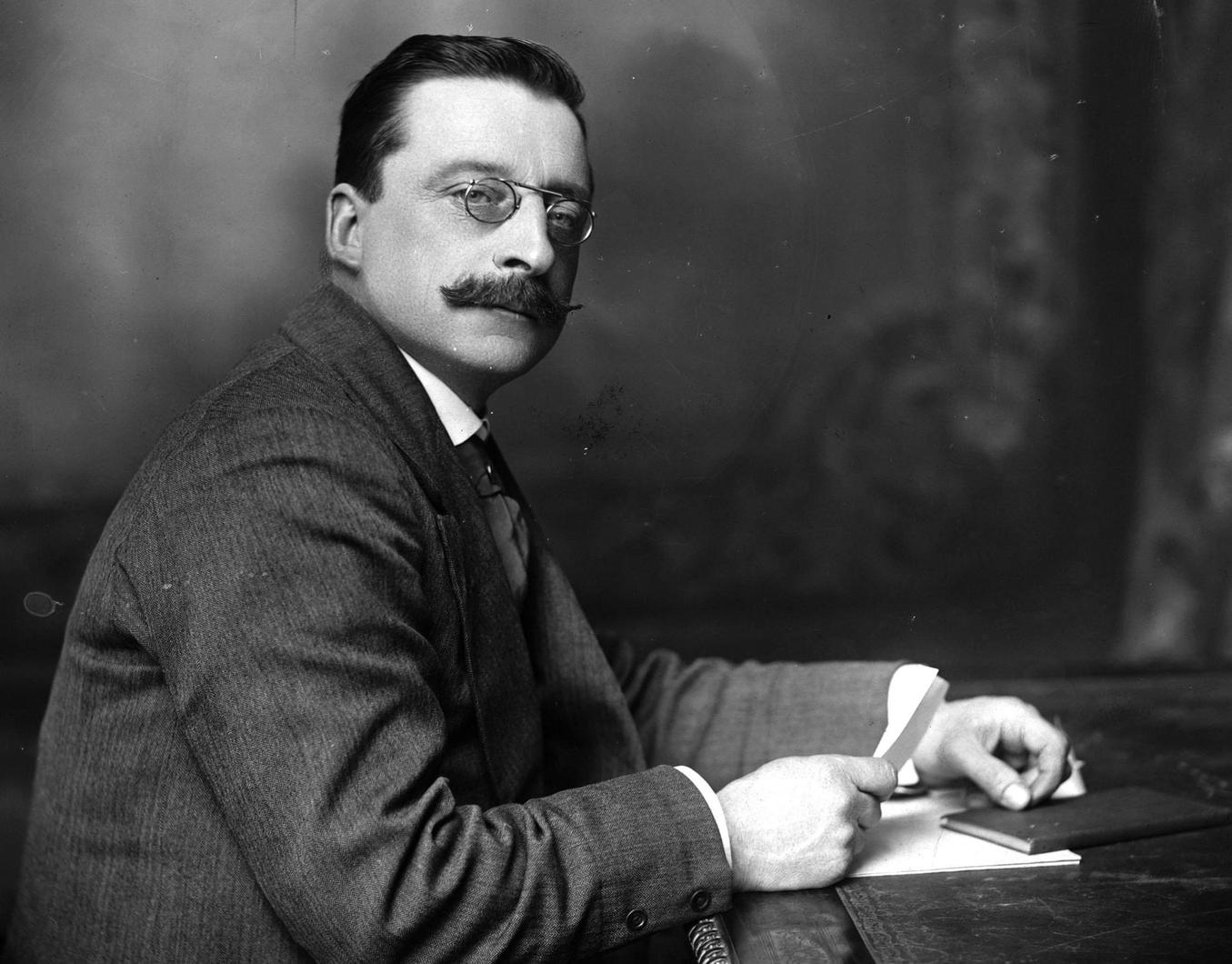
Außenminister Arthur Griffith, Führer der irischen Delegation

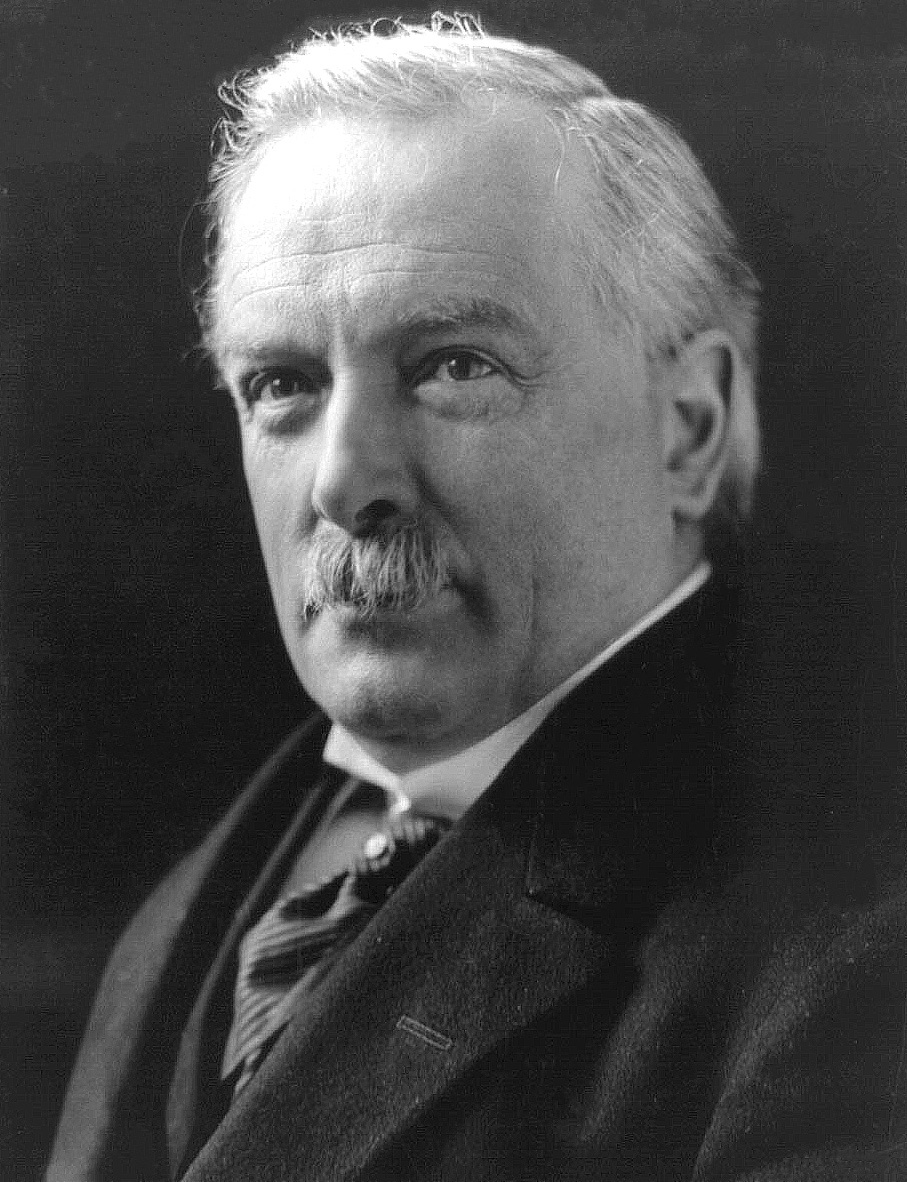
Premierminister David Lloyd George, Führer der britischen Delegation

Der Inhalt des Vertrags teilte die irisch-republikanische Führerschaft und führte dazu, dass der Präsident der irischen Republik Éamon de Valera die Minderheit der Vertragsgegner anführte. Hauptstreitpunkt des Vertrags war die nicht vorhandene Eigenständigkeit der Republik (gekennzeichnet durch den Treueeid auf die englische Krone). Die Teilung der Insel war zwar ebenfalls ein Streitpunkt, aber nicht der wichtigste; beide Seiten gingen davon aus, dass die Boundary Commission große Teile der abgespaltenen Grafschaften dem Freistaat zusprechen und Nordirland dadurch zu klein würde, um als eigenständige politische Einheit lange neben der irischen Einheit bestehen zu können. Tatsächlich änderte die Kommission nichts an den Grenzen.
Das Second Dáil (2. gewählte irische Parlament) ratifizierte den Vertrag formal im Dezember 1921. Das House of Commons of Southern Ireland (Unterhaus von Südirland), das aus nahezu den gleichen Personen bestand, aber aus Sicht der Briten das Parlament war, das dem Vertrag in erster Linie zustimmen musste, ratifizierte ihn im Januar 1922. De Valera trat als Präsident daraufhin zurück. Sein Nachfolger wurde Arthur Griffith. Michael Collins gründete, wie im Vertrag festgelegt, eine provisorische irische Regierung (Provisional Government of Ireland), die dem Unterhaus von Südirland unterstellt war. Im Dezember 1922 erlangte die neue irische Verfassung durch das Third Dáil Gesetzeskraft.
Vertragsgegner, allen voran Éamon de Valera, starteten während dieses Prozesses eine Kampagne gegen das Inkrafttreten, die zum irischen Bürgerkrieg führte. 1922 starben zwei der unterzeichnenden Hauptpersonen: Präsident Griffith starb an Herzversagen; Michael Collins wurde im August ermordet. Bei der Unterzeichnung des Vertrages mutmaßte Collins bereits, dass er neben dem Vertrag auch sein Todesurteil unterzeichnet. William T. Cosgrave war der Nachfolger beider Männer.
Der Bezug im Vertrag auf die Monarchie, die Befehlsgewalt sowie den übergeordneten gesetzlichen Status des Vertrags wurde erst 1932 aufgrund des Statuts von Westminster aus der irischen Konstitution gestrichen. Knapp zehn Jahre früher hatte Michael Collins argumentiert, dass der Vertrag „die Freiheit schaffen würde, Freiheit in Irland zu erlangen“ (“give the freedom to achieve freedom”).
Obwohl die britische Regierung bereits seit 1914 Home Rule, d. h. autonome Selbstverwaltung für die ganze irische Insel angestrebt hatte, glaubte das britische Parlament, dass eine komplette Unabhängigkeit Irlands 1921 zu einem Massaker an Katholiken in Ulster durch ihre stark bewaffneten protestantischen „Nachbarn“ geführt hätte. Obwohl Unionisten im ganzen Land lebten, konzentrierten sie sich doch sehr stark im Nordosten. Ein Aufstand von ihnen gegen die „Home Rule“ wäre einer Revolte gegen das „Mutterland“, und somit quasi einem Bürgerkrieg, gleichgekommen. Den Status eines Herrschaftsgebietes für 26, mit der Abspaltung der übrigen sechs Grafschaften schien zur damaligen Zeit der beste Weg zu sein.
Faktisch war der Status als Dominion, den auch Kanada, Neuseeland und Australien erhielten, weit mehr als die Zugeständnisse des ersten „Home Rule“-Vertrages aus dem Jahr 1914 und mit Sicherheit auch weitgehender als die „Home Rule“, die im 19. Jahrhundert Charles Stewart Parnell angeboten worden war.
Noch beachtlicher sind die Zugeständnisse, wenn man sich den Zustand der Irisch Republikanischen Armee (IRA) zum Zeitpunkt des Waffenstillstandes ansieht. Die IRA hatte nur noch wenige Waffen und Munition. Als Collins erstmals vom vorgeschlagenen Waffenstillstand Mitte 1921 (siehe auch Irischer Unabhängigkeitskrieg) erfuhr, dachte er, dass die Briten verrückt seien. Die Briten waren, obwohl sie niemals auf die Idee kamen, nur Wochen oder Tage von der Zerschlagung der IRA entfernt.
Éamon de Valera wurde einst gefragt, was sein größter Fehler war. Er antwortete: „Den Vertrag nicht zu akzeptieren“.